# 나주 죽림사 극락전 영산회상도
나주 죽림사 극락전 영산회상도(羅州 竹林寺 極樂殿 靈山會相圖)는 대한민국 전라남도 나주시 남평읍, 죽림사에 있는 조선시대의 불화이다. 2009년 3월 20일 전라남도의 유형문화재 제301호로 지정되었다.

## 개요
나주 죽림사 영산회상도는 석가모니부처가 주재하는 영축산 설법장면을 그린 것이다. 세로로 긴 화면 중앙에 대좌에 앉은 부처의 모습을 크게 그리고 그 주위에 문수· 보현· 미륵· 제화갈라보살과 10대 제자· 범천· 제석천· 사천왕· 용왕과 용녀, 건달바와 긴나라 등이 둘러싸고 있는 구도이다.
죽림사 영산회상도는 18세기 중엽의 작품이다. 광배 등 초록색을 사용한 부분이 약간 훼손된 상태이기는 하나 전체적인 색감과 화면구성은 18세기 전라도 지방의 불화의 특성을 잘 보여주는 좋은 작품이다.

## 참고 자료
- 나주 죽림사 극락전 영산회상도 - 국가유산청 국가유산포털